# Chełmno nad Nerem
Chełmno nad Nerem (Duits: Kulmhof) is een dorp in de Poolse woiwodschap Groot-Polen. De plaats maakt deel uit van de gemeente Dąbie (powiat kolski) en telt 350 inwoners.

## Geschiedenis
Tijdens de Duitse bezetting in de Tweede Wereldoorlog was er in en bij Chełmno het vernietigingskamp Chełmno.